# Thamnobryum plicatulum
Thamnobryum plicatulum är en bladmossart som beskrevs av Iwatsuki 1972. Thamnobryum plicatulum ingår i släktet rävsvansmossor, och familjen Neckeraceae. Inga underarter finns listade i Catalogue of Life.